# Kemps langsnavelzanger
Kemps langsnavelzanger (Macrosphenus kempi) is een zangvogel uit de familie Macrosphenidae. Deze vogel is genoemd naar zijn ontdekker, de Engelse natuuronderzoeker Robert Kemp (1871-1949).

## Verspreiding en leefgebied
Deze soort komt voor in westelijk Afrika en telt twee ondersoorten:
- M. k. kempi: van Sierra Leone tot zuidwestelijk Nigeria.
- M. k. flammeus: zuidoostelijk Nigeria en westelijk Kameroen.

## Status
De grootte van de populatie is niet gekwantificeerd maar de soort wordt omschreven als doorgaans schaars maar plaatselijk algemeen in Liberia. Op de Rode lijst van de IUCN heeft deze soort de status niet bedreigd.